# Aredio Gimona
Aredio Gimona (Isola d'Istria, 1º febbraio 1924 – Livorno, 11 febbraio 1994) è stato un calciatore e allenatore di calcio italiano, di ruolo centrocampista.

## Caratteristiche tecniche
Era un buon palleggiatore, in grado di giocare sia sull'ala sia centrale, preferendo la prima delle due posizioni che gli permetteva di fornire svariati assist.

## Carriera

### Giocatore

#### Club
Esordì come professionista in Serie C con il Pro Gorizia nel 1940. Dopo la fine della Seconda guerra mondiale passò al Milan, con cui debuttò in Serie A il 14 ottobre 1945 contro il Genoa. Nel 1949 si trasferì al Palermo, ma nella stagione 1949-1950 venne squalificato a vita per un violento calcio a freddo con cui il 26 febbraio 1950 colpì la gamba destra dell'allora romanista Bruno Pesaola nei minuti finali di un Roma-Palermo in cui c'erano state molte scorrettezze; tale gesto fratturò tibia e perone di Pesaola. La pena sportiva gli fu in seguito commutata in due anni di allontanamento, poi ulteriormente ridotti ad undici mesi; altre fonti riportano un'altra riduzione della pena a 6 mesi in seguito al perdono concesso dall'avversario.
Nel 1953 passò alla Juventus, con cui trascorse due stagioni, per poi concludere la sua carriera calcistica con la Pro Patria, il Livorno e l'Empoli.
In carriera ha totalizzato complessivamente 285 presenze e 21 reti nella Serie A a girone unico.

#### Nazionale
Con la maglia della Nazionale italiana Gimona ha esordito l'11 novembre 1951 nella partita Italia-Svezia 1-1 ed ha preso parte al torneo olimpico del 1952; in totale ha disputato tre partite, segnando altrettante reti, tutte realizzate nell'incontro olimpico Italia-Stati Uniti 8-0, disputato a Tampere il 16 luglio 1952.

### Allenatore
Gimona è stato anche allenatore (guidò il Genoa nella stagione 1969-1970 ma precedentemente aveva allenato la Pistoiese e il Livorno) e fu dirigente sportivo del Livorno.

## Statistiche

### Cronologia presenze e reti in nazionale
| Cronologia completa delle presenze e delle reti in nazionale ― Italia | Cronologia completa delle presenze e delle reti in nazionale ― Italia | Cronologia completa delle presenze e delle reti in nazionale ― Italia | Cronologia completa delle presenze e delle reti in nazionale ― Italia | Cronologia completa delle presenze e delle reti in nazionale ― Italia | Cronologia completa delle presenze e delle reti in nazionale ― Italia | Cronologia completa delle presenze e delle reti in nazionale ― Italia | Cronologia completa delle presenze e delle reti in nazionale ― Italia |
| Data                                                                  | Città                                                                 | In casa                                                               | Risultato                                                             | Ospiti                                                                | Competizione                                                          | Reti                                                                  | Note                                                                  |
| --------------------------------------------------------------------- | --------------------------------------------------------------------- | --------------------------------------------------------------------- | --------------------------------------------------------------------- | --------------------------------------------------------------------- | --------------------------------------------------------------------- | --------------------------------------------------------------------- | --------------------------------------------------------------------- |
| 11-11-1951                                                            | Firenze                                                               | Italia                                                                | 1 – 1                                                                 | Svezia                                                                | Amichevole                                                            | -                                                                     |                                                                       |
| 16-7-1952                                                             | Tampere                                                               | Stati Uniti                                                           | 0 – 8                                                                 | Italia                                                                | Olimpiadi 1952 - Qualificazione                                       | 3                                                                     |                                                                       |
| 21-7-1952                                                             | Helsinki                                                              | Ungheria                                                              | 3 – 0                                                                 | Italia                                                                | Olimpiadi 1952 - Ottavi di finale                                     | -                                                                     |                                                                       |
| Totale                                                                |                                                                       | Presenze                                                              | 3                                                                     |                                                                       | Reti                                                                  | 3                                                                     |                                                                       |

## Palmarès

### Giocatore

#### Competizioni nazionali
- Campionato italiano Serie C: 2

Pro Gorizia: 1941-1942, 1942-1943